# Vengeresse
Vengeresse (titre original : Revenger) est un roman de science-fiction de l'écrivain britannique Alastair Reynolds publié en 2016 puis traduit en français et publié en 2018. Ce roman est le premier de la série Vengeresse, suivi par Shadow Captain paru en 2019.
Vengeresse a obtenu le prix Locus du meilleur roman pour jeunes adultes 2017.

## Éditions
- Revenger, Gollancz Books, 7 septembre 2016, 425 p.  (ISBN 978-0-575-09053-8)
- Vengeresse, Bragelonne, 4 juillet 2018, trad. Benoît Domis, 408 p.  (ISBN 978-2-35294-797-4)